# Rudolf Maresch (Mediziner)
Rudolf Maresch (* 1. August 1868 in Klatovy; † 16. Januar 1936 in Wien) war ein österreichischer Pathologe.

## Leben
Rudolf Maresch war ein Sohn eines militärtechnischen Werkmeisters und besuchte das Gymnasium in Prag. Anschließend studierte er dort Medizin an der Karls-Universität. 1895 promovierte er an der Prager Universität und kam dann kurz zu Hans Chiari an das Pathologisch-anatomische Institut Prag. 1897 ging er nach Wien und wurde Operationszögling von Karl Gussenbauer und Friedrich Schauta. An das Pathologisch-histologische Institut von Richard Paltaufs wechselte er 1901. Ab 1906 war er bis 1912 als Prosekturadjunkt an der Rudolfstiftung. Im Jahr 1913 wurde er zum Vorstand des Pathologisch-anatomischen Institut am Kaiser-Jubiläums-Spital Lainz. In dieser Position blieb er bis 1925. 1908 habilitierte er sich an der Universität Wien und wurde 1915 Titularextraordinarius. Er wurde 1923 als Nachfolger vom 1922 verstorbenen Heinrich Albrecht zum ordentlichen Professor an der Universität Wien ernannt. Ab 1926 war er wirkliches Mitglied der Akademie der Wissenschaft. Nachdem er bereits 1926/27 Dekan gewesen war, fungierte er 1931/1932 als Rektor der Universität Wien. 1936 übernahm nach seinem Tod sein ehemaliger Schüler Hermann Chiari den Lehrstuhl von Maresch.
Zu seinen Schülern gehörten u. a. Carmen von Coronini-Cronberg, Friedrich Feyrter, Herwig Hamperl und Hans Popper.

## Schriften (Auswahl)
- Das Schöne im Krankhaften. Wien 1930, OCLC 72244374.
- mit Hermann Chiari: Anleitung zur Vornahme von Leichenöffnungen. Berlin 1933, OCLC 230758426.